# Куньлуньский разлом
Куньлуньский разлом — разлом со смещением по простиранию на северной стороне Тибета. Сдвиг вдоль разлома длиной 1 500 километров происходил с постоянной скоростью в течение последних 40 000 лет. Это привело к суммарному смещению более чем на 400 метров. Разлом сейсмически активен, последний раз он вызвал Куньлуньское землетрясение 2001 года магнитудой 7,8. Куньлуньский разлом образует северо-восточную границу вытянутого клина Тибетского нагорья, известного как Баян-Хар.